# Каннський кінофестиваль 1977
30-й Каннський міжнародний кінофестиваль відбувся з 13 по 28 травня у Каннах, Франція. Золоту пальмову гілку отримав фільм Батько-хазяїн режисерів Паоло і Вітторіо Тавіані (Італія). Цього року була започаткована нова позаконкурсна секція «Майбутнє» (фр. Le Passé composé), яка проводилися тільки на цьому фестивалі і фокусувалася на кінозбірках.
У конкурсі було представлено 23 повнометражних фільми та 7 короткометражок; поза конкурсом показано 10 кінострічок. Фестиваль відкрито показом стрічки Кімната єпископа режисера Діно Різі. Фільмом закриття фестивалю було обрано Удар по воротах режисера Джорджа Роя Гілла.

## Журі
- Голова: Роберто Росселліні, кінорежисер,  Італія
- Н'Соужен Аджблемагнон, письменник,  Того
- Анатоль Доман, продюсер,  Франція
- Жак Демі, режисер,  Франція
- Карлос Фуентес, письменник,  Мексика
- Бенуат Грулт, письменниця,  Франція
- Полін Кейл, журналістка,  США
- Марта Келлер, акторка,  Швейцарія
- Юрій Озеров, режисер,  СРСР

## Фільми-учасники конкурсної програми
★Переможців виділено окремим кольором.
Повнометражні фільми
| Фільм                    | Назва мовою оригіналу       | Режисер                  | Країна                    |
| ------------------------ | --------------------------- | ------------------------ | ------------------------- |
| Автомийка                | Car Wash                    | Майкл Шульц              | США                       |
| Американський друг       | Der Amerikanische Freund    | Вім Вендерс              | ФРН/ Франція              |
| Бабах!                   | Bang!                       | Ян Труель                | Швеція                    |
| ★ Батько-хазяїн          | Padre Padrone               | Паоло і Вітторіо Тавіані | Італія                    |
| Будапештські казки       | Budapesti mesék             | Іштван Сабо              | Угорщина                  |
| Бузкове таксі            | Un taxi mauve               | Ів Буассе                | Франція/ Ірландія/ Італія |
| Вантажівка               | Le camion                   | Марґеріт Дюрас           | Франція                   |
| Груповий портрет з дамою | Gruppenbild mit Dame        | Олександр Петрович       | Франція/ ФРН              |
| Дуже дрібний буржуа      | Un borghese piccolo piccolo | Маріо Монічеллі          | Італія                    |
| Дуелянти                 | The Duellists               | Рідлі Скотт              | Велика Британія           |
| Еліза, життя моє         | Elisa, vida mía             | Карлос Саура             | Іспанія                   |
| Ж. А. Мартен, фотограф   | J.A. Martin photographe     | Жан Боуден               | Канада                    |
| Іфігенія                 | Ιφιγένεια                   | Міхаліс Какоянніс        | Греція                    |
| Мама                     | Мама                        | Елізабета Бостан         | СРСР/ Румунія/ Франція    |
| Мереживниця              | La dentellière              | Клод Горетта             | Франція/ Швейцарія/ ФРН   |
| Мисливці                 | Oi kynigoi                  | Тодорос Ангелопулос      | Франція/ Греція           |
| На шляху до слави        | Bound for Glory             | Гел Ешбі                 | США                       |
| Незвичайний день         | Una giornata particolare    | Етторе Скола             | Італія                    |
| Підранки                 | Подранки                    | Микола Губенко           | СРСР                      |
| Три жінки                | 3 Women                     | Роберт Альтман           | США                       |
| Урочисте причастя        | La Communion solennelle     | Рене Фере                | Франція                   |
| Хребет                   | Kičma                       | Влатко Гіліч             | СФРЮ                      |
| Чорна радість            | Black Joy                   | Ентоні Сіммонс           | Велика Британія           |

Короткометражні фільми
| Фільм                         | Назва мовою оригіналу             | Режисер          | Країна          |
| ----------------------------- | --------------------------------- | ---------------- | --------------- |
| Беручи до уваги               | Envisage                          | Петер Фельдеш    | Франція         |
| Боротьба                      | Küzdök                            | Марцель Янкович  | Угорщина        |
| Гуркіт                        | Rumble                            | Жуль Енджел      | США             |
| Ді Кавальканті                | Di Cavalcanti                     | Глаубер Роша     | Бразилія        |
| Країна країна, де помер Рембо | Le Vieux pays où Rimbaud est mort | Жан-П'єр Лефевр  | Франція/ Канада |
| Мао сам по собі               | Mao par lui-même                  | Рене В'їнет      | Франція         |
| Мистецтво тайрона             | Arte tairona                      | Франсіско Норден | Колумбія        |
|                               | Stille Post                       | Іван Стайгер     | США             |

## Фільми позаконкурсної програми
| Фільм                    | Назва мовою оригіналу            | Режисер           | Країна                     |
| ------------------------ | -------------------------------- | ----------------- | -------------------------- |
| Аїда                     | Aida                             | П'р Джордан       | Франція                    |
| Біблія                   | La bible                         | Марсель Карне     | Франція                    |
| З легким серцем          | Un cuore semplice                | Джорджо Феррара   | Італія                     |
| Пеле                     | Pele                             | Франсуа Рейшенбах | Мексика                    |
| Портрет Доріана Грея     | Le portrait de dorian gray       | П'єр Бутрон       | Франція                    |
| Раоні                    | Raoni                            | Жан-П'єр Дютійє   | Франція/ Бразилія/ Бельгія |
| Спальня єпископа         | La stanza del vescovo            | Діно Різі         | Італія/ Франція            |
| Сцена фуги               | Les lieux d'une fugue            | Жорж Перек        | Франція                    |
| Удар по воротах          | Slap Shot                        | Джордж Рой Гілл   | США                        |
| Чорні тіні на кіноекрані | Black shadows on a silver screen | Рей Хаббард       | США                        |

## Нагороди
- Золота пальмова гілка: Батько-хазяїн, режисери Паоло і Вітторіо Тавіані
- Приз за найкращу чоловічу роль: Фернандо Рей — Еліза, життя моє
- Приз за найкращу жіночу роль:
  - Шеллі Дювалл — Три жінки
  - Монік Меркюр — Ж. А. Мартен, фотограф
- Найкраща музика: Норман Вітфілд — Автомийка
- Технічний гран-прі: Автомийка, режисер Майкл Шульц
- Найкращий дебют: Дуелянти, режисер Рідлі Скотт (Одноголосно)
- Золота пальмова гілка за короткометражний фільм: Боротьба, режисер Марсель Янкович
- Приз журі за короткометражний фільм: Ди Кавальканті, режисер Глаубер Роша
- Приз міжнародної федерації кінопреси (ФІПРЕССІ):
  - Приз ФІПРЕССІ в паралельних секціях: Дев'ять місяців, режисер Марта Месарош
  - Приз ФІПРЕССІ (конкурсна програма): Батько-хазяїн, режисери Паоло і Вітторіо Тавіані
- Приз екуменічного (християнського) журі:
  - Ж. А. Мартен, фотограф
  - Мереживниця